# Günter Kalinowski
Günter Kalinowski (* 11. Dezember 1921 in Gladbeck; † 24. Dezember 1971) war ein deutscher Politiker (SPD). Von 1962 bis zu seinem Tod war er Mitglied des nordrhein-westfälischen Landtages und von 1965 bis April 1971 Oberbürgermeister der Stadt Gladbeck. 

## Ausbildung und Beruf
Günter Kalinowski besuchte die Volksschule und absolvierte eine Maurerlehre, um anschließend als Maurer, später als Bergmann, zu arbeiten.

## Politik
Günter Kalinowski war von 1948 bis 1951 Mitglied der IG Chemie und ab 1951 der IG Bergbau und Energie. Er fungierte von 1965 bis 1971 als Vorsitzender des Unterbezirks Recklinghausen und Mitglied des Bezirksvorstandes der SPD Westliches Westfalen. Stadtverordneter der Stadt Gladbeck war er von 1956 bis 1971. In Gladbeck war er von 1961 bis 1965 Bürgermeister und von 1965 bis April 1971 Oberbürgermeister.
Im März 1971 wurde Kalinowski beschuldigt, in illegale private Grundstücksgeschäfte verwickelt zu sein. Der SPD-Stadtverband forderte ihn auf, als Oberbürgermeister zurückzutreten. Er wurde auch gezwungen, die SPD-Fraktion seiner Heimatstadt zu verlassen. Ein vom Landtag eingesetzter Untersuchungsausschuss rehabilitierte Kalinowski schließlich noch im Jahr 1971.
Günter Kalinowski war vom 21. Juli 1962 bis zu seinem Tode am 24. Dezember 1971 direkt gewähltes Mitglied des 5., 6. und 7. Landtages von Nordrhein-Westfalen für den Wahlkreis 094 Gladbeck beziehungsweise für den Wahlkreis 097 Gladbeck.